# ランナウェイズ (映画)
『ランナウェイズ』（原題: The Runaways）は、2010年のアメリカ合衆国の映画。1970年代後半に活動したガールズロックバンドのザ・ランナウェイズの伝記映画で、原作はシェリー・カーリーの『ネオン・エンジェル』、監督および脚色は長編映画初監督となるフローリア・シジスモンディがつとめた。

## ストーリー
1975年、ロサンゼルス。ロックスターを夢見るジョーン・ジェット（スチュワート）は、ロックは男が演るものという世間の風潮に反発していた。そんなある日、著名なプロデューサーであるキム・フォーリー（シャノン）と出会ったジョーンは、10代の女の子だけでロックバンドを結成しようとする。キムに紹介されたドラムのサンディ（ステラ）、リードギターのリタ（コンプトン）らメンバーが加入していく中、ジョーンはバーの片隅で一人座っているシェリ－・カーリー（ファニング）に強烈なインパクトを受け、リード・ボーカルに抜擢する。初セッションで「スージーQ」の練習をしてこいと言われたがシェリーはペギー・リーの曲を練習してくる。それでは使えないと言われ、そこで急遽セッションで作られたのが「チェリー・ボム」だった。
ランナウェイズと名付けられたグループは、下積み生活を経てにメジャーのマーキュリーレコードとの契約に漕ぎ付ける。「チェリー・ボム」の大ヒットとともにスーパースターとなる。栄光の階段を駆け上がる中で、シェリーはドラッグに溺れ、メンバー間の不協和音が強くなっていき、日本公演でバンドに決定的な危機が訪れる。キムの指示で日本人カメラマンに撮影されていたシェリーの写真は実はポルノ系雑誌で、日本公演に合わせて発売されたものだった。ロック色を強く打ち出していこうとしていた他メンバーとの意見の相違が発生し、さらにシェリーは薬の過剰摂取により病院に運ばれてしまう。これがきっかけでランナウェイズは解散の道を辿ることになる。一方、ジョーンはブラックハーツとコンビを組み、「アイ・ラヴ・ロックンロール」を爆発的にヒットさせ、これがラジオからシェリーに伝わるところで物語はエンディングを迎える。

## キャスト
- ジョーン・ジェット: クリステン・スチュワート
- シェリー・カーリー: ダコタ・ファニング
- キム・フォーリー: マイケル・シャノン
- サンディ・ウェスト: ステラ・メイヴ
- リタ・フォード: スカウト・テイラー＝コンプトン
- アリア・ショウカット
- ライリー・キーオ
- ジョニー・ルイス
- テータム・オニール
- ブレット・カレン
- ハンナ・マークス
- ジル・アンドレ
- レイ・ポーター
- アリー・グラント
- ブレンダン・セクストン3世
- ロバート・ロマナス

## 受賞・ノミネート
| 賞                             | 部門                     | 候補                                        | 結果       |
| ------------------------------ | ------------------------ | ------------------------------------------- | ---------- |
| MTVムービー・アワード          | キス・シーン賞           | クリステン・スチュワート ダコタ・ファニング | ノミネート |
| ティーン・チョイス・アワード   | ドラマ映画賞             |                                             | ノミネート |
| ティーン・チョイス・アワード   | 映画女優賞（ドラマ部門） | クリステン・スチュワート                    | ノミネート |
| ティーン・チョイス・アワード   | 映画女優賞（ドラマ部門） | ダコタ・ファニング                          | ノミネート |
| ピープルズ・チョイス・アワード | 映画女優賞               | クリステン・スチュワート                    | ノミネート |

## サウンドトラック
サウンドトラック盤が2010年3月23日に北米で発売された。映画で使われた34曲の楽曲のうち、14曲が収録された。
| --  |                                                  |      |            |                                               |      |
| #   | タイトル                                         | 作詞 | 作曲・編曲 | アーティスト                                  | 時間 |
| 1.  | 「Roxy Roller」                                  |      |            | ニック・ギルダー                              | 2:49 |
| 2.  | 「The Wild One」                                 |      |            | スージー・クアトロ                            | 2:51 |
| 3.  | 「It's a Man's Man's Man's World」(Live)         |      |            | MC5                                           | 5:13 |
| 4.  | 「Rebel Rebel」                                  |      |            | デヴィッド・ボウイ                            | 4:31 |
| 5.  | 「Cherry Bomb」                                  |      |            | ダコタ・ファニング                            | 2:19 |
| 6.  | 「Hollywood」                                    |      |            | ザ・ランナウェイズ                            | 2:58 |
| 7.  | 「California Paradise」                          |      |            | ダコタ・ファニング                            | 2:59 |
| 8.  | 「You Drive Me Wild」                            |      |            | ザ・ランナウェイズ                            | 3:22 |
| 9.  | 「Queens of Noise」                              |      |            | ダコタ・ファニング & クリステン・スチュワート | 3:13 |
| 10. | 「Dead End Justice」                             |      |            | ダコタ・ファニング & クリステン・スチュワート | 6:36 |
| 11. | 「I Wanna Be Your Dog」                          |      |            | ザ・ストゥージズ                              | 3:13 |
| 12. | 「I Wanna Be Where the Boys Are」(Live in Japan) |      |            | ザ・ランナウェイズ                            | 2:57 |
| 13. | 「Pretty Vacant」                                |      |            | セックス・ピストルズ                          | 3:17 |
| 14. | 「Don't Abuse Me」                               |      |            | ジョーン・ジェット                            | 3:37 |